# 토마스난쟁이여우원숭이
토마스난쟁이여우원숭이(Cheirogaleus thomasi)는 난쟁이여우원숭이의 일종이다. 마다가스카르 아노시구 지역에서만 알려져 있다. 해안가를 따라 삼림 지대에 서식한다.

## 분류학
1894년 스위스의 동물학자 찰스 임마누엘 포사이스 메이저(Charles Immanuel Forsyth Major)가 학명 Opolemur thomasi로 기재했지만, 나중에 마다가스카르 서부 지역에 서식하는 살찐꼬리난쟁이여우원숭이와 같은 종으로 지정되었다. 2014년에 학명 Cheirogaleus thomasi라는 이름으로 재검증되었다.

## 분포 및 서식지
분포 지역은 마다가스카르 남동쪽 끝의 삼림이 우거진 해안 지대로 제한되어 있다. 해안 지역은 세인트 루스에서 페트리키까지 뻗어 있으며, 그 중간에 톨라나로라는 도시가 있다.

## 특징
메이저는 톨라나로 근처에서 잡은 세 마리의 표본을 바탕으로 토마스난쟁이여우원숭이를 설명하였고, 성체 두 마리의 머리부터 몸통까지의 길이가 각각 22.5cm와 23.2cm이고 꼬리부터 몸통까지의 길이가 각각 21.5cm와 19.5cm라고 기술했다. 한 마리는 알코올에 보관하였고 다른 한 마리는 말렸다. 살찐 꼬리를 가진 여우원숭이의 전형적인 특징으로, 머리는 납작하고 넓으며 주둥이는 짧다. 이들은 주로 불그스레한 갈색빛이 도는 회색을 띤다. 털 끝부분은 은빛으로 반짝인다. 머리 꼭대기는 색이 더 어둡다. 같은 색상의 목띠는 목덜미에서 닫히지 않고 어두운 색을 띤다. 눈꺼풀과 짧은 귀는 갈색빛이 도는 검은색이다. 눈 사이에는 희끄무레한 줄무늬가 털이 없는 코까지 이어진다. 뺨과 입술, 턱, 목, 가슴, 배, 그리고 팔과 다리의 안쪽은 황백색이다. 손에는 다섯 개의 패드가 있고, 발에는 일곱 개의 패드가 있다. 매우 유사한 서부의 살찐꼬리여우원숭이와 비교했을 때, 토마스살찐꼬리여우원숭이는 두개골이 더 크고 치아 배열이 더 넓다.